# ژرژ-لویی لو ساژ
 ژرژ-لویی لو ساژ (انگلیسی: Georges-Louis Le Sage؛ زاده ۱۳ ژوئن ۱۷۲۴ - درگذشته ۹ نوامبر ۱۸۰۳) یک دانشمند اهل سوئیس بود.